# Großsteingrab Behrendorf
Das Großsteingrab Behrendorf war eine megalithische Grabanlage der jungsteinzeitlichen Nordgruppe der Trichterbecherkultur bei Behrendorf im Kreis Nordfriesland in Schleswig-Holstein. Es trägt die Fundplatznummer Behrendorf LA 2.
Die Anlage besaß eine runde Hügelschüttung, die sich Mitte des 20. Jahrhunderts im Gelände noch als deutliche Erhebung mit verwaschenen Rändern abzeichnete. Zu den Maßen liegen keine Angaben vor. Nach einem Bericht von H. Lorenzen enthielt der Hügel eine megalithische Grabkammer, deren Steine entfernt und versenkt worden waren. Maße, Orientierung und Typ der Kammer lassen sich nicht mehr rekonstruieren.
Jakob Röschmann fand bei einer Begehung des Standorts des Grabes zwei jungsteinzeitliche Keramikscherben.